# Titularbistum Aezani
Aezani ist ein Titularbistum der römisch-katholischen Kirche.
Es geht zurück auf ein früheres Bistum in der antiken Stadt Aizanoi in der kleinasiatischen Landschaft Phrygien (spätantike römische Provinz Phrygia Pacatiana) in der heutigen westlichen Türkei, die der Kirchenprovinz Hierapolis angehörte.
| Titularbischöfe von Aezani |                                               |                                                                              |                  |                   |
| Nr.                        | Name                                          | Amt                                                                          | von              | bis               |
| 1                          | Pierre-André Viganò SJ (Pietro Andrea Viganò) | emeritierter Bischof von Hyderabad (Indien) Weihbischof in Tortona (Italien) | 11. Mai 1909     | 13. Februar 1921  |
| 2                          | Antonio Pietro Francesco van Velsen SJ        | Apostolischer Vikar von Batavia (Indonesien)                                 | 21. Januar 1924  | 6. Mai 1936       |
| 3                          | Gregorio Modrego y Casaus                     | Weihbischof in Toledo (Spanien)                                              | 8. Juni 1936     | 30. Dezember 1942 |
| 4                          | Jean Gay CSSp                                 | Koadjutorbischof von Guadeloupe und Basse-Terre (Südafrika)                  | 13. Januar 1943  | 17. Mai 1945      |
| 5                          | Pedro Arnoldo Aparicio y Quintanilla SDB      | Weihbischof in San Salvador (El Salvador)                                    | 22. Februar 1946 | 27. November 1948 |
| 6                          | John Evangelist McBride OFM                   | Apostolischer Vikar von Kokstad (Südafrika)                                  | 21. April 1949   | 11. Januar 1951   |
| 7                          | Federico Emmanuel SDB (Federico Emanuel)      | emeritierter Bischof von Castellammare di Stabia (Italien)                   | 16. April 1952   | 2. Januar 1962    |
| 8                          | Gaetano De Cicco                              | emeritierter Bischof von Sessa Aurunca (Italien)                             | 22. März 1962    | 14. November 1962 |
| 9                          | Marcello Rosina                               | Weihbischof in Nepi und Sutri (Italien)                                      | 31. Januar 1963  | 10. August 1974   |